# Joost
Joost (udtales juiced) er et computerprogram til distribution af tv-programmer, og andre former for video over internettet, ved hjælp af peer-to-peer tv-teknologi. Joost er skabt af Niklas Zennström og Janus Friis (skaberne af Skype og Kazaa)
Udviklingen af Joost begyndte i 2006 under kodenavnet The Venice Project. "Zennström og Friis har samlet et udviklingsteam på omkring 150 softwareudviklere i omkring et halvt dusin byer rundt om i verden, inklusive New York, London, Leiden and Toulouse. Joosts tekniske direktør er Dirk-Willem van Gulik." 

## Joost-program aflives
Fra december 2008 skiftede Joost til at være udelukkende browser-baseret. 